# 용강군 (대한민국)
용강군(龍岡郡)은 대한민국 평안남도에 있는 대한민국의 군이다. 이북5도위원회가 관리하는 명목상의 행정 구역이다. 평안남도 서남쪽 끝에 위치한 군으로, 군청소재지는 용강면 옥도리이다. 면적은 744.64km2이며, 13개 면, 130개 리로 편제되어 있다.

## 행정 구역
| 면             | 면적(km2) | 리 숫자 | 리(里) |
| -------------- | --------- | ------- | --- |
| 용강면(龍岡面) | 57.3      | 10      | 옥도(玉桃) 서부(西部) 초산(草山) 의산(義山) 오작(烏鵲) 장암(長巖) 난산(卵山) 후산(後山) 반추(盤楸) 방어(芳漁)                                             |
| 귀성면(貴城面) | 67.57     | 12      | 노상(路上) 대령(大嶺) 석찬(石贊) 감박(甘朴) 원읍(元邑) 노하(路下) 용도(龍島) 석성(石城) 금정(金井) 향곶(香串) 증악(甑岳) 최광(最廣)                       |
| 금곡면(金谷面) | 38.67     | 10      | 우등(牛登) 남상(南上) 남하(南下) 석포(石浦) 경전(耕田) 유동(乳洞) 금수(金水) 담부(擔釜) 화도(花島) 내성(內城)                                             |
| 다미면(多美面) | 77.47     | 13      | 오화(五花) 오정(梧井) 보명(普明) 난마(蘭麻) 치의(幟衣) 서적(瑞赤) 장미(長尾) 한전(閑田) 동전(東箭) 대안(大安) 소안(小安) 지사동(芝沙洞) 우안(牛安)        |
| 대대면(大代面) | 69.73     | 7       | 덕동(德洞) 오산(梧山) 월곡(月谷) 산동(山洞) 매산(梅山) 사천(沙川) 화도(火島)                                                                              |
| 삼화면(三和面) | 43.1      | 10      | 옥정(玉井) 학당(學堂) 서정(西亭) 마점(馬岾) 주림(舟林) 내교(內校) 율상(栗上) 율하(栗下) 충흥(忠興) 용문(龍門)                                             |
| 서화면(瑞和面) | 38.86     | 8       | 자복(自福) 암현(巖峴) 신안(新安) 한현(漢峴) 설암(雪巖) 죽본(竹本) 석치(石峙) 동상(同相)                                                                   |
| 신녕면(新寧面) | 86.21     | 9       | 신덕(新德) 연송(延松) 송산(松山) 신암(新巖) 수일(水日) 광암(廣巖) 소강(蘇康) 오학(梧鶴) 마염(馬鹽)                                                        |
| 양곡면(陽谷面) | 46.12     | 11      | 마명(馬明) 주흥(周興) 갈천(葛川) 두찬(杜贊) 신류(新柳) 천교(泉橋) 초축(樵杻) 문애(文艾) 정화(亭花) 하용(河湧) 남동(南桐)                                  |
| 오신면(吾新面) | 78.23     | 14      | 가룡(佳龍) 석정(石井) 직매(直梅) 가양(葭陽) 구룡(九龍) 유동(楡洞) 송성(松城) 월매(月梅) 도대(桃垈) 인산(麟山) 덕해(德海) 한학(寒鶴) 내덕(內德) 마학(馬鶴) |
| 용월면(龍月面) | 51.13     | 8       | 갈현(葛峴) 국안(國安) 광덕(廣德) 마동(麻洞) 대영(大永) 계명(桂明) 송석(松石) 주달(周達)                                                                   |
| 지운면(池雲面) | 46.29     | 13      | 진지(眞池) 유보(柳保) 안성(安性) 신촌(新村) 입성(立城) 만하(晩荷) 양원(兩院) 두륵(頭勒) 현암(絃巖) 대성(大城) 인포(仁浦) 양화(陽和) 문성(文城)            |
| 해운면(海雲面) | 43.96     | 10      | 온정(溫井) 용반(龍磻) 궁산(弓山) 월지(月池) 연봉(延鳳) 일병(日屛) 갈성(葛城) 성현(城峴) 용정(龍井) 이현(里峴)                                             |

## 참고 문헌
- “평안남도 시군 소개”. 이북5도위원회.
- “평안남도 기구 및 정원”. 이북5도위원회.

## 같이 보기
- 룡강군